# Пардубице
Пардубице (на чешки: Pardubice) е град в Източна Бохемия, Чехия на река Лабе, на 104 км източно от Прага, административен център на Пардубицки край. Население 88 хил. души (2005).

## История
Основан е около 1340 г., но манастир на това място е съществувал още в началото на 13 век. Голям принос за развитието на града внася хофмайстерът на Чешкото кралство Вилем от Пернщайн, чиято резиденция е била в това малко известно преди това градче.
Градът се развива бурно в края на 15 – 16 век, но по време на Тридесетгодишната война преживява упадък. Икономически подем настъпва в средата на 19 век, когато до Пардубице прокарват железопътна линия.

## Икономика
Пардубице е важен промишлен център: развити са машиностроенето (електротехническо и радио-електронно оборудване), химическа (пластични взривни вещества), нефто-прерабатваща, хранителна и лека промишленост. През юни 2000, на базата на приватизирания известен крупен комбинат за радиоелектроника „Тесла“, е открито тайванско предприятие за сглобяване на компютри.
Близо до Пардубице има международно летище (бивша военна база), използвано за чартърни рейсове за превоз на туристи за града и за столицата.

## Забележителности
Пардубице има статут на град-музей – разполага с многобройни архитектурни паметници (предимно от 17 век). Сред най-известните паметници в града и околностите му са:
- Зелената кула в централната част на града,
- Катедрала „Св. Вартоломей“ и
- красив старинен замък на близкия хълм.

Пардубице е знаменит с ежегодните си международни съревнования по конен спорт, които се провеждат обикновено в средата на октомври. Пардубицкият хокеен отбор HC Pardubice е един от най-силните в Чехия.
- Зелената кула
- Катедрала „Св. Вартоломей“
- Замъкът край града

## Побратимени градове
Пардубице е побратимен град с:
- Варегем (Waregem), Белгия
- Високе Татри, Словакия
- Дутинхем (Doetinchem), Холандия
- Мерано, Италия
- Перник, България
- Розиняно Маритимо (Rosignano Marittimo), Италия
- Сежана, Словения
- Селб, Германия
- Шелефтео, Швеция
- Шьонебек, Германия